# Эвен
Эвен (Евен, др.-греч. Εὔηνος, либо Ликорм, др.-греч. Λυκόρμας) — в древнегреческой мифологии сын Океана и Тефиды, бог реки Эвен (Эвинос) в Этолии. Царь Плеврона, сын Ареса и Демоники, отец Марпессы. Его дочь похитил Идас, сын Афарея. Евен, преследуя его, прибыл к реке Ликорму, но, не сумев схватить его, заколол лошадей и сам бросился в реку. Поэтому река называется Евен.
По одной из версий, Евен был сыном Геракла и бросился в реку Ликорм.
Царь Лирнесса, сын Селепа (Сепелия).